# Donja Jošanica
Donja Jošanica (izvirno srbsko Доња Јошаница) je naselje v Srbiji, ki upravno spada pod Občino Blace; slednja pa je del Topliškega upravnega okraja.

## Demografija
V naselju živi 98 polnoletnih prebivalcev, pri čemer je njihova povprečna starost 57,7 let (52,8 pri moških in 61,7 pri ženskah). Naselje ima 49 gospodinjstev, pri čemer je povprečno število članov na gospodinjstvo 2,00.
To naselje je, glede na rezultate popisa iz leta 2002, večinoma srbsko.
|  |

| Demografija | Demografija     | Demografija     |
| Leto        | Št. prebivalcev | Št. prebivalcev |
| ----------- | --------------- | --------------- |
|             |                 |                 |
|             |                 |                 |
|             |                 |                 |
|             |                 |                 |
| 1948        | 410             |                 |
| 1953        | 426             |                 |
| 1961        | 377             |                 |
| 1971        | 290             |                 |
| 1981        | 199             |                 |
| 1991        | 142             | 138             |
| 2002        | 98              | 98              |
|             |                 |                 |

| Etnična sestava po popisu iz leta 2002 | Etnična sestava po popisu iz leta 2002 | Etnična sestava po popisu iz leta 2002 | Etnična sestava po popisu iz leta 2002 | Etnična sestava po popisu iz leta 2002 |
| -------------------------------------- | -------------------------------------- | -------------------------------------- | -------------------------------------- | -------------------------------------- |
| Srbi                                   | Srbi                                   |                                        | 96                                     | 97,95%                                 |
| Neznano                                | Neznano                                |                                        | 2                                      | 2,04%                                  |